# 刘积仁

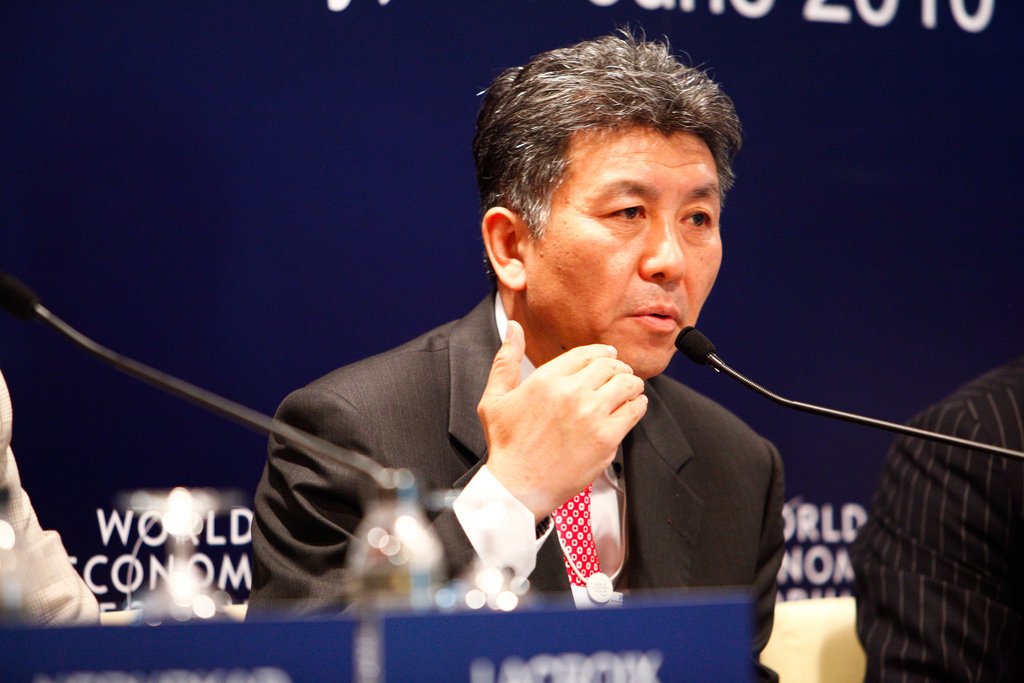
刘积仁

刘积仁（1955年8月—），男，汉族，辽宁丹东人，中华人民共和国企业家，东软集团股份有限公司（日语：東軟グループ、英語：Neusoft Corporation，上交所：600718）董事长，东北大学副校长，中华人民共和国培养的第一位计算机应用专业博士。

## 生平
1955年8月出生于辽宁省丹东市。

### 教育背景
1980年毕业于东北工学院电子系计算机软件专业，师从中国自动控制和计算机专家——东北工学院李华天教授攻读博士学位。
1982年获得计算机应用专业硕士学位。
1986年赴美国国家标准局计算机研究院计算机系统国家实验室留学，从事理论研究。
1987年回国答辩后获东北工学院博士学位，成为中华人民共和国培养的第一位计算机应用专业博士。

### 创办东软

#### 大连东软信息学院
2000年，东软集团在辽宁省大连市投资创建大连东方软件技术专修学院，是为第一所东软学院。
2001年，大连东方软件技术专修学院升格为普通高等学校大连东软信息技术职业学院。
2004年4月，大连东软信息技术职业学院与东北大学合作办学，成立独立学院东北大学东软信息学院。
2008年9月28日，教育部批准东北大学东软信息学院转设为大连东软信息学院，正式成为独立设置的普通本科高等院校，也是全国首批转设的四所独立学院之一。

#### 广东东软学院
2001年6月3日，东软集团在广东省南海市创建南海东软信息技术职业学院；
2014年6月12日，南海东软信息技术职业学院正式升格为教育部批准的全日制本科高等院校，并更名为“广东东软学院”。

#### 成都东软学院
2002年8月12日，东软集团在四川省都江堰市创建成都东软信息技术职业学院；
2011年5月18日，成都东软信息技术职业学院正式升格为教育部批准的全日制本科高等院校，并更名为“成都东软学院”，成为四川省历史上第一所独立设置的民办本科院校。